# Lunapark Hamburg-Altona

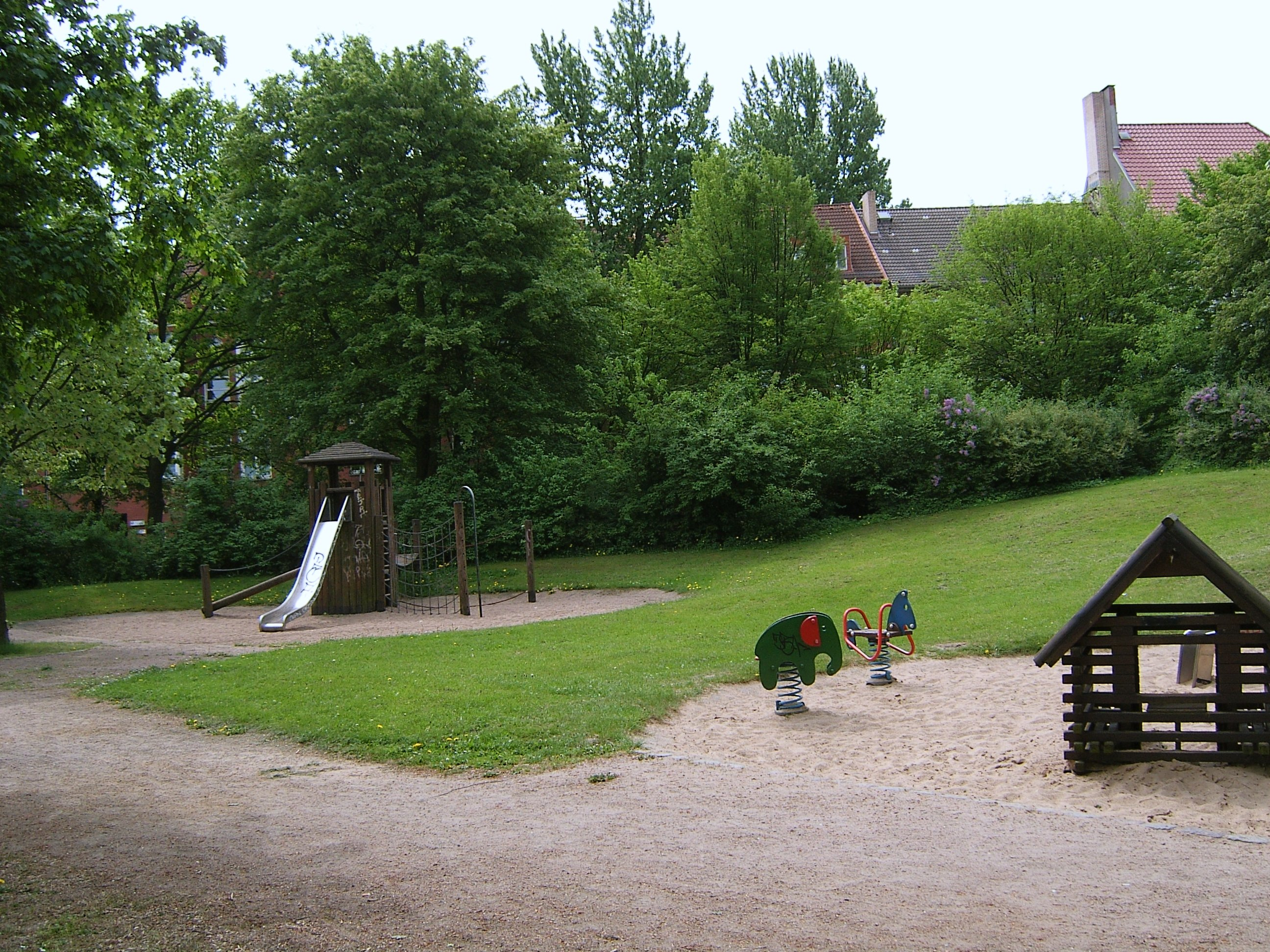
Rest des Parks: Ein Spielplatz

Der Lunapark Hamburg-Altona war ein Vergnügungspark im Hamburger Stadtteil Altona-Nord. Er lag zwischen den heute existierenden Straßen Augustenburger Straße, Kieler Straße, Memellandallee und Lunapark.
Der Vergnügungspark wurde 1913 eröffnet, musste aber auf Grund des beginnenden Ersten Weltkrieges bereits im Jahr darauf (1914) wieder schließen. Nach dem Krieg wurde der Park wieder eröffnet. Die Parkleitung übernahm 1923 der „Schausteller-König“ Hugo Haase, nachdem der Hugo-Haase-Park in Stellingen 1922 geschlossen wurde.
Anfang des 20. Jahrhunderts gab es in den deutschen Städten noch keine oder nur wenige öffentliche Parkanlagen, die auch dem ärmeren Teil der Bevölkerung zugänglich waren. Parkanlagen wie der Altonaer Volkspark wurden erst nach dem Ersten Weltkrieg eingerichtet.
Der Lunapark sollte der größtenteils aus Arbeitern bestehenden Bevölkerung eine Möglichkeit der Freizeitgestaltung in der damals extrem dicht besiedelten und noch selbständigen Stadt Altona bieten.
Die in dem Park enthaltenen See- und Wasseranlagen wurden auf natürlichem Wege durch die in dieser Gegend aus dem damaligen Diebsteich entspringende Isebek gespeist. Die Teiche dienten jedoch auch als Rückhaltebecken für die Kanalisation, sodass das Wasser nicht immer von bester Qualität war.
Heute erinnert noch der Straßenname Lunapark an den einstmaligen Vergnügungspark.
Auf dem Gelände des ehemaligen Lunaparks wurden in den späten 20er-Jahren das inzwischen unter Denkmalschutz stehende Oelsner'sche Arbeitsamt sowie zwei größere Sportplatzanlagen errichtet.